# Dolichopeza (Nesopeza) circe
Dolichopeza (Nesopeza) circe is een tweevleugelige uit de familie langpootmuggen (Tipulidae). De soort komt voor in het Oriëntaals gebied.